# 牙買加國旗
牙買加國旗啟用於1962年8月6日，即牙買加脫離大英帝國而獨立当天。該旗為一面三色旗，由金色聖安德魯十字旗組成 ，將旗幟分為四個部分：其中兩個綠色（頂部和底部，金色象徵太陽和自然資源；綠色象徵當地的未來的希望和農業），兩個黑色（升起和飄揚；象徵人民的創意和力量）。牙買加國旗有時也因其形狀和顏色而被稱為“十字架”或“黑、綠、金”。
在毛里塔尼亞國旗于2017年啟用新版樣式之後，牙買加國旗成爲當前世界上唯一一個沒有使用紅、白、藍三種顔色當中任意一種颜色的國旗。

## 历史国旗
- 1875-1906
- 1906-1957
- 1957-1962
- 1962

## 1962年未通过的国旗提案

提案一
提案二

## 领导人旗帜

牙买加君主旗帜
牙买加总督旗帜
牙买加总理旗帜

## 轶闻
2005年德國聯邦議院選舉後，由於由基民盟和自民黨、德國綠黨三個政黨可能組成聯合政府，三党黨旗顏色组合與牙買加黃、黑、綠一樣，被稱為「牙買加聯盟」，但最終沒有成事。

德国基督教民主联盟旗帜
德国绿党旗帜
德国自由民主党旗帜